# Milan-San Remo 1957
La 48e édition de la course cycliste, Milan-San Remo a eu lieu le 19 mars 1957 et a été remportée par Miguel Poblet. Il s'agit de la première victoire d'un coureur espagnol dans cette classique.

## Classement final
|    | Cycliste            | Équipe              | Temps           |
| -- | ------------------- | ------------------- | --------------- |
| 1  | Miquel Poblet       | Ignis-Doniselli     | 6 h 55 min 41 s |
| 2  | Alfred De Bruyne    | Carpano-Coppi       | + 0 s           |
| 3  | Brian Robinson      | Saint-Raphael       | + 0 s           |
| 4  | Julien Schepens     | Mercier             | + 0 s           |
| 5  | Joseph Planckaert   | Peugeot-BP          | + 0 s           |
| 6  | Nicolas Barone      | Saint-Raphael       | + 0 s           |
| 7  | Nino Defilippis     | Bianchi             | + 24 s          |
| 8  | Rik van Steenbergen | Elvé-Peugeot-Marvan | + 24 s          |
| 9  | Guido Messina       | Asborno-Frejus      | + 24 s          |
| 10 | Dino Bruni          | Bianchi             | + 24 s          |